# Spillernes antal (fodbold)
Antallet af spillere i en fodboldkamp er en regel i fodboldloven om, hvor mange spillere der må være på banen samtidigt, samt hvordan udskiftninger af spillere skal foretages. Reglen er reguleret i fodboldlovens §3.

## Spillerne
En fodboldkamp spilles af to hold, som hver består af højst 11 spillere. En af disse skal være målmand.
En kamp kan ikke begynde, hvis et af holdene består af færre end 7 spillere.

### Danske forhold
I turneringskampe spillet under det danske fodboldforbund, DBU kan der som udgangspunkt indsættes op til 3 reserver i en kamp. Særlige turneringsregler kan angive hvis det må indsættes flere reserver, dog maksimalt 7.

## Udskiftninger
En spiller kan udskiftes med en reservespiller, hvis en række forhold er opfyldt
- enhver ønsket udskiftning skal meddeles dommeren, før den finder sted
- en reserve må træde ind på banen, efter at den udskiftede spiller har forladt den, og efter at dommeren har givet ham tegn 
- en reserve må kun træde ind på banen under en standsning i spillet og kun ved midterlinjen 
- en udskiftning er foretaget, når reserven træder ind på banen. 
- alle reserver er underkastet dommerens myndighed, hvad enten de deltager i kampen eller ej.

### Udskiftning af målmanden
Enhver anden spiller kan skifte plads med målmanden, hvis: 
- dommeren er underrettet, før skiftet finder sted 
- skiftet sker under en standsning i spillet.